# Șvabi dunăreni
Șvabii Dunăreni este o denumire atribuită germanilor care au emigrat în secolul al XVIII-lea către regiuni ale Europei central-estice precum și în unele zone ale Europei de sud-est.
Coloniștii germani dunăreni (denumiți impropriu „șvabi“), au fost plasați în 6 zone distincte, din care două au fost populate cu „șvabi bănățeni“ și cu "șvabi sătmăreni".

## Istorie

### Începuturi

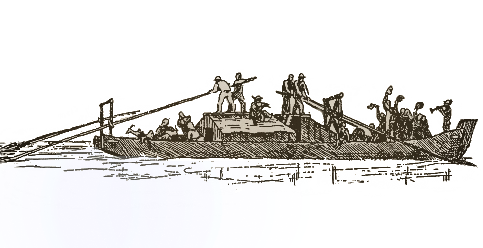
Ulmer Schachtel, tip de bărci cu care şvabii au venit pe Dunăre

Nouă ani după bătălia de la Kahlenberg, de la al doilea Asediu al Vienei, din 1683, cinci ani după cea de-a doua bătălie de la Mohács din 1687 și trei ani după recucerirea Ofenului din 1689, apare patentul împărătesc de repopulare a zonelor Imperiului Habsburgic devastate de multiplele războaie duse împotriva semilunei turcești. Repopularea regiunilor din Câmpia Panonică a avut loc printr-un număr mai mare de strămutari de mică intensitate precum și cu ajutorul a 3 mari colonizări ale germanilor din regiunile de vest ale Imperiului Habsburgic.
Politica austriacă de strămutare (Politica Prințului Eugen de Savoia, a lui Carol al VI-lea, Împărat Roman și a lui Claudius Florimund Mercy, patentul de colonizare a împărătesei Maria Terezia, patentul de așezare a lui Iosif al II-lea, Împărat Roman și politica ultimului împărat german, împăratul Franz al II-lea și cea a primului împărat austriac Francisc I al Austriei) favoriza colonizarea acestor plătitori de taxe către regiunile menționate mai sus.

### Condițiile de colonizare
- Recunoașterea împăratului din casa de Habsburg ca șef de stat
- Credința catolică
- Angajamentul apărării graniței militare

### Colonizarea
Emisarii habsburgici au fost trimiși în imperiu pentru a recruta familii germane și au traversat inițial Schwäbisch-Österreich (Suabia Austriei Superioare), deoarece majoritatea prinților germani din sudul imperiului s-au opus inițial cu înverșunare emigrării supușilor lor. Primii coloniști ai celei de-a doua colonizări au fost într-adevăr șvabi. Acesta este explicația denumirii generice a tuturor coloniștilor germani ca fiind „șvabi“, cu toate că marea majoritate a lor provenea din alte regiuni.
Motivele pentru care aceste familii au părăsit definitiv teritoriile de baștină: iobăgie, munci obligatorii neplătite, stare de război, sărăcie, atacuri tȃlhărești în zonele de graniță ș.a.
Coloniștii germani din cele 3 valuri de colonizare au călătorit pe Dunăre, plecȃnd din Ulm, Günzburg, Donauwörth sau  Regensburg pȃnă la Viena, timp de 8-10 zile. In Viena, după formalitățile de rigoare, au primit bani și pașapoarte, au fost duși mai departe pe Dunăre (cu alte ambarcațiuni). Călătoria pe Dunăre s-a făcut pȃnă la Budapesta, Dunaújváros, Paks, Baja, Mohács, Apatin, Novi Sad sau Panciova (Belgrad), unde au debarcat, continuȃnd călătoria pe jos sau cu căruțe cu cai (cumpărate la fața locului) pȃnă la destinațiile atribuite.
Satele s-au conceput peste tot de formă patratică, ca o tablă de șah, cu străzi largi, întretăiate în unghi de 90°. In prealabil, topografi austrieci au marcat, pe locul viitoarelor sate, traseele străzile și conturul parcelelor  atribuite fiecărei familii. Toate casele noi au fost edificate după un model standard, de tip vagon.

## Diverse
În întreg ținutul Dunării centrale, germanii colonizați către acele zone au primit denumirea de șvabi de la noii lor vecini maghiari, slavi, români precum și din partea altor grupuri etnice de bulgari, slovaci sau cehi, grupuri care au fost și ele strămutate, la rândul lor, în acele zone.
Chiar dacă această denumire a fost justă doar pentru anumite grupuri de germani așezați în Câmpia Panonică, atât aceștia cât și restul germanilor s-au putut identifica în timp sub acest termen.
Termenul de "șvabi dunăreni" a fost creat abia în anul 1920 pentru a se putea identifica și a se deosebi acest grup vorbitor de limbă germană așezat în partea sudică a Dunării (Ungaria, Serbia, România) de cel al sașilor și Landlerilor transilvăneni.

## Șvabi celebri
- Nikolaus Lenau (1802-1850), poet
- Stephan Bohn (1833-1903), industriaș
- Adam Müller-Guttenbrunn (1852-1923), scriitor
- Augustin Pacha (1870-1954), episcop catolic, închis și condamnat de regimul comunist.
- Ștefan Jäger (1877-1962), pictor
- Peter Jung (1887-1966), poet
- Johnny Weissmüller (1904-1984), înotător și actor
- Emerich Barzer, muzician
- Josef Brandeisz, muzician
- Richard Waldemar Oschanitzky (1939-1972), pianist, compozitor și dirijor
- Herta Müller (* 1953), scriitoare